# Vai Dar Nada
Vai Dar Nada é um filme de comédia brasileiro de 2022, dirigido por Jorge Furtado e Ana Luíza Azevedo e escrito por Furtado e Guel Arraes. O filme é protagonizado por Cauê Campos como o jovem atrapalhado Kelson, envolvido em um esquema de desmanche de carros. É co-protagonizado por Katiuscia Canoro, Rafael Infante, Fernanda Teixeira, Jéssica Barbosa e Kizi Vaz. O filme estreou em 18 de maio de 2022 na Paramount+.

## Enredo
Kelson (Cauê Campos) é um jovem da periferia que trabalha como pintor automotivo em uma oficina ligada a um esquema de desmanche. Nas horas vagas, ele se dedica a furtar pessoas nas ruas. Em uma discussão debochada sobre o que é moral e o que é legal, ele e seu parceiro de crime analisam os perfis das pessoas antes do furto. Kelson tem vontade de adquirir uma moto mais potente para conquistar sua amada Neide (Fernanda Teixeira). Um dia seu patrão, Fernando (Rafael Infante), o oferece uma moto valiosa por um preço duvidoso e ele não pensa duas vezes em fechar negócio para impressionar Neide. Ele conhece a origem dos veículos da oficina, mas a moto em questão é fruto de uma apreensão de um dos maiores chefes do tráfico da região em que ele mora, Brasiliti (Heinz Limaverde), a qual foi desviada do depósito pela policial corrupta Suzy (Katiuscia Canoro), esposa de Fernando e sócia do desmanche. Quando Brasiliti sai da prisão e percebe que a moto não está entre seus bens apreendidos, para o desespero de Kelson e Suzi, cada um por seus motivos
Paralelamente, Rebeca (Jéssica Barbosa), a irmã de Kelson, com quem ele divide moradia, é uma jovem batalhadora e estudante de direito. Ela se envolve com Fernando, mas desenvolve um romance com Márcia (Kizi Vaz), sua chefe no escritório onde ela é estagiária. Márcia é a advogada responsável por desenrolar as confusões que desenvolvem a narrativa do filme.

## Elenco
- Cauê Campos como Kelson
- Katiuscia Canoro como Suzi
- Rafael Infante como Fernando
- Jéssica Barbosa como Rebeca
- Kizi Vaz como Márcia
- Fernanda Teixeira como Neide
- Heinz Limaverde como Brasilite
- Nicolas Vargas como Edmundo
- Nelson Diniz como Josué
- Paula Souza como Juíza

## Produção
Vai Dar Nada estreou como o primeiro filme com selo original da Paramount+ no Brasil, anteriormente o streaming havia lançado apenas a série As Seguidoras como produção original brasileira. O filme é escrito pelo premiado cineasta pernambucano Guel Arraes em parceria com Jorge Furtado, o qual também assina a direção. Ana Luíza Azevedo também dirigiu o filme. Foi produzido pelo VIS, uma divisão da Paramount Pictures, com coprodução da Casa de Cinema de Porto Alegre. A produção executiva do filme foi realizada por María Angela de Jesus e Tereza Gonzalez, do VIS, e Nora Goulart, da Casa de Cinema de POA.
As gravações ocorreram em Porto Alegre, mas, no filme, a cidade não é identificada. O filme é protagonizado por Cauê Campos, que até então era conhecido por personagens infantis em novelas e no seriado Detetives do Prédio Azul, marcando sua transição para papéis adultos. Integram ainda o elenco do filme atores já conhecidos do humor nacional, como Katiuscia Canoro e Rafael Infante.

## Lançamento
O filme estreou diretamente no streaming da Paramount+ em 18 de maio de 2022.

## Recepção

### Crítica
Vai Dar Nada foi recebido com críticas mistas por parte dos críticos de cinema. Escrevendo para o website Estação Nerd, Hiccaro Rodrigues disse que o filme "usa o bom humor e o seu elenco afiado para construir uma visão crítica sobre o Brasil que só não é melhor desenvolvida pela falta de foco que o filme tem. No fim o saldo é positivo, sendo impossível não se divertir com esses personagens."
Marcelo Müller, em sua crítica para o website Papo de Cinema, fez uma avaliação negativa ao filme: "O resultado de Vai Dar Nada é uma decepção, especialmente se levada em conta a envergadura dos nomes envolvidos. Como pode um filme escrito por Guel Arraes e Jorge Furtado, dirigido pelo segundo em parceria com a não menos talentosa Ana Luiza Azevedo, ser tão frágil e genérico, estética e narrativamente falando? Mesmo quando se aproxima da linguagem televisiva, Furtado geralmente imprime algo que torna suas produções cinematográficas instigantes – se é que ainda faz sentido estabelecer fronteiras tão demarcadas entre TV e cinema. No entanto, por aqui, ele e sua companheira de função permitem que o excesso de personagens e subtramas resulte em superficialidade."
Gabriel Meira, para o website Ultraverso, escreveu: "De alguma forma, Vai Dar Nada cumpre seu papel de comédia, não apelando para os estereótipos, mesmo que sua linguagem use deste. Assim, esperamos que a Paramount Plus continue investindo cada vez mais no audiovisual brasileiro, e que navegue também por outros gêneros."